# Le Club des métiers bizarres
Le Club des métiers bizarres (titre original : The Club of Queer Trades) est un recueil de nouvelles de Gilbert Keith Chesterton, publié en 1905.

## Liste des nouvelles du recueil
1. Les Aventures formidables du Major Brown ((en) The Tremendous Adventures of Major Brown)
2. Le Pénible Effondrement d'une grande réputation ((en) The Painful Fall of a Great Reputation)
3. L'Effroyable Raison de la visite du pasteur ((en) The Awful Reason of the Vicar's Visit)
4. La Curieuse Affaire de l'agent de location ((en) The Singular Speculation of the House-Agent)
5. La Singulière Conduite du professeur Chadd ((en) The Noticeable Conduct of Professor Chadd)
6. L'Excentrique Séquestration de la vieille dame ((en) The Eccentric Seclusion of the Old Lady)

## Résumés

### Les Aventures formidables du Major Brown
Cette nouvelle raconte l'histoire extraordinaire arrivée au Major Brown, un militaire à la retraite passionné de fleurs. Elle explique aussi comment le personnage principal a appris l'existence du Club des Métiers Bizarres.
Alors qu'il se promène le major est apostrophé par un homme mystérieux, s'ensuit une foule de péripéties, qui amèneront le major à s'adjoindre les services du détective Rupert Grant. La nouvelle se clôt sur la résolution de l'énigme, avec l'apparition d'un nouveau personnage : P.G. Northover, directeur de l'agence de l'Aventure et de l'Inattendu, membre du Club des Métiers bizarres.

## Héritage
Selon Matthieu Freyheit, le livre introduit le fait de « vivre l'aventure », et il y voit un des prémisses des livres-jeux, comme l'indique le titre de collection Choose Your Own Adventure (choisis ta propre aventure).